# Верхне-Мангиртуйское сельское поселение
Се́льское поселе́ние «Верхне-Мангиртуйское» (бур. Дээдэ Мангиртын hомон) — муниципальное образование в Бичурском районе Бурятии Российской Федерации.
Административный центр — село Верхний Мангиртуй.

## История
Статус и границы сельского поселения установлены Законом Республики Бурятия от 31 декабря 2004 года № 985-III «Об установлении границ, образовании и наделении статусом муниципальных образований в Республике Бурятия»

## Население
| 2002 | 2011 | 2012 | 2013 | 2014 | 2015 | 2016 |
| ---- | ---- | ---- | ---- | ---- | ---- | ---- |
| 775  | ↘572 | ↘546 | ↘519 | ↘506 | ↘497 | ↘481 |
| 2017 | 2018 | 2019 | 2020 | 2021 | 2023 | 2024 |
| ↘471 | →471 | ↘459 | ↘452 | ↘401 | ↘378 | ↘372 |

## Состав сельского поселения
| № | Населённый пункт  | Тип населённого пункта       | Население |
| - | ----------------- | ---------------------------- | --------- |
| 1 | Верхний Мангиртуй | село, административный центр | ↘418      |
| 2 | Нижний Мангиртуй  | село                         | ↘154      |